# Diario de Barcelona
El Diario de Barcelona és una publicació periòdica en castellà (durant la Guerra del Francès es va publicar en català i francès) fundada el 1792 per Pere Pau Husson de Lapazaran i adquirida el 1814 per Antoni Brusi i Mirabent, el que li valgué el nom popular d'El Brusi.
Cal precisar, però, que un diari d'aquella època era força diferent dels actuals. No acostumava a tenir més de quatre o vuit pàgines, i després del santoral, els anuncis oficials o bans de les autoritats, la resta quedava destinada a enumerar les entrades i sortides de vaixells, les hores de sortida dels carruatges i diligències de transport, les afeccions meteorològiques, les pèrdues i troballes i les funcions de l'únic teatre de Barcelona, que era el de la Santa Creu, després anomenat Principal. Estaven prohibides les notícies polítiques i els articles d'opinió, que no van introduir-se fins als anys quaranta del segle xix. Només després, ja en l'etapa d'Antoni Brusi i Ferrer, incorporà textos d'opinió i d'informació política, prohibits abans, i treballà sense treva pels tres ideals conservadors de «religió, monarquia i pàtria» que sempre guiaren la seva conducta periodística.
Iniciat el segle xx, el diari va entrar en decadència a causa de conflictes interns de la família Brusi, amb continus canvis de directors. Amb l'esclat de la Guerra Civil espanyola, la seva producció es va aturar el 1937. Va renéixer el 1940 gràcies a la fidelitat a la causa monàrquica i al seu barcelonisme. L'any 1985, l'Ajuntament de Barcelona en va comprar la capçalera. Va passar per diferents propietaris fins al 1994, any en què va deixar de publicar-se en paper. En la seva última etapa la seva edició va ser on-line, fins al 2009, en què va desaparèixer.
A finals de l'any 2019, l'Ajuntament de Barcelona va cedir la capçalera del diari a la Universitat Pompeu Fabra. El nou Diari de Barcelona és multiplataforma, i les seccions tampoc són les convencionals. Els redactors són estudiants de mateixa universitat, sobretot del grau en Periodisme, i la intenció és la fer un diari slow journalism dirigit principalment a joves de 16 a 30 anys.

## Història
Després de la desfeta del 1714, les autoritats borbòniques van imposar una censura als pamflets i diaris editats a Barcelona. Per editar-ne un calia un privilegi reial, com el que va obtenir un tipògraf d'ofici, napolità però domiciliat a Barcelona, Pere Pau Usson. El Diario de Barcelona, el primer exemplar del qual fou publicat l'1 d'octubre del 1792, va nàixer com una gaseta més de les que sortien a les grans ciutats espanyoles, poc més que un recull d'informacions religioses, meteorològiques, portuàries i militars, inspirat en models estrangers.
Antoni Brusi i Mirabent (1780-1821) muntà impremtes mòbils que acompanyaven els comandaments de les tropes espanyoles durant la Guerra del Francès, a costa dels majors riscs i sacrificis i enmig dels atzars de la guerra, proporcionant a les autoritats la possibilitat de comunicar les seves ordres amb la rapidesa i difusió que la tipografia proporcionava. Durant l'ocupació francesa de Barcelona, Brusi imprimí el Diario de Tarragona i, a Ciutat de Palma, el Diario de Palma (que, en realitat, portava Eulàlia Ferrer, la seva muller, mentre que ell era Catalunya) Per aquests serveis, el 1809 Brusi va aconseguir que el Consell Suprem de Castella expedís un auto que li concedia el privilegi per a la impressió del Diario de Barcelona:
| « | con motivo de ser francés el editor del unico periódico de Barcelona y se le conceda la impresión de dicho “Diario” para cuando las armas españolas hayan recobrado Barcelona | » |

Així, el 1814 el diari passà a ser propietat de Brusi i Mirabent, i la seva esposa, Eulàlia Ferrer (succeïda pel seu fill Antoni Brusi i Ferrer), el mantindria entre 1821 i 1841, gestionant ella mateixa l'empresa. Tan forta fou la vinculació d'aquesta família, que amb el temps l'històric diari va passar a conèixer-se amb el sobrenom d'El Brusi.
Durant el segle xix, el diari va adoptar una ideologia monàrquica, liberal-conservadora, posició que li garantí una continuïtat en el temps. En trencar-se el monopoli del qual havia gaudit el diari quasi fins a la mort de Ferran VII l'any 1833, va haver de renovar-se, també a causa de la proliferació de capçaleres que van començar a aparèixer: El Correo Catalan, La Vanguardia, El Noticiero Universal o La Veu de Catalunya. Joaquim Roca i Cornet fou una de les figures imprescindibles en aquesta renovació, a la qual se sumaren les primeres crítiques musicals que Pau Piferrer va començar a incloure al diari, el qual va començar a editar també, paral·lelament al diari, fulletons i almanacs. Es convertí així en el primer diari espanyol que publicava relats i novel·les en fascicles.
Cap al 1854 el diari va defensar els valors conservadors. Un grup d'intel·lectuals es posà al front del projecte, amb Joan Mañé i Flaquer, Manuel Duran i Bas, i Josep Coll i Vehí. L'any 1865 Mañé fou nomenat director, càrrec que va ocupar fins a la seva mort, el 1902. El diari, que havia estat crític amb l'etapa revolucionària des del 1868 al 1874, va ser suspès en arribar la Restauració per dues vegades, i va canviar fins i tot de nom en una d'aquestes ocasions. Com El Catalán va sortir un parell de vegades l'any 1876.
Durant la direcció de Mañé, el diari es convertí en un dels més influents del moment. Va defensar l'ordre, el regionalisme i una forma més moderna d'Estat. Amb la seva mort, el diari començà també una època de declivi que va deixar enrere els seus anys brillants. L'any 1906, una baralla interna dins la família Brusi va suposar l'oposició a arrenglerar el diari dins el moviment de la Solidaritat Catalana i el nou director, Miquel dels Sants Oliver, va marxar juntament amb Joan Maragall i altres redactors. Fins a la guerra civil, el Brusi no va ser més que un diari en decadència que vivia de la glòria del seu passat esplendorós. Durant aquests anys, i de la mà de directors com Teodor Baró, Lluis Soler, Casajuana, Arcadi d'Arquer i Joan Burgada, el diari es caracteritzà per un to ideològic molt conservador.
Durant la Guerra Civil espanyola, el Diario de Barcelona va deixar de publicar-se i fou transformat en òrgan del partit Estat Català. Poc després va passar a convertir-se en un diariet autogestionat i l'octubre de 1937 va haver de plegar. No fou fins tres anys més tard que Miquel Mateu i Pla, primer alcalde franquista de Barcelona i principal accionista del diari, el tornà a treure. El diari va oblidar l'etapa decadent anterior i va tornar a revifar durant el franquisme, a causa de la seva fidelitat a la causa monàrquica, el seu barcelonisme i el seu tarannà proaliat durant la Segona Guerra Mundial. A més, el 1950 la crisi del paper va desaparèixer lentament i el diari tornà a recuperar el seu volum inicial. A partir de llavors, començà a incorporar articles d'opinió i cròniques de Barcelona.
Durant els primers anys de la dècada del 1960, el diari va inclinar-se cap a l'esquerra i cap al desembre de 1977 els interessos de la propietat van xocar amb una redacció massa progressista. A l'octubre de 1980 el diari va deixar de publicar-se temporalment, però fou rescatat el 1982 per part d'uns antics empleats que l'editaren de manera autogestionada. No obstant això, el resultat fou un fracàs i el Diario de Barcelona va desaparèixer el 1984, essent adquirit per l'Ajuntament de Barcelona i cedit al Grupo Zeta. Sota aquesta nova editorial, va reaparèixer completament renovat i escrit íntegrament en català sota la denominació de Diari de Barcelona. Les baixes tirades van produir diferents crisis i el diari va renunciar al seu històric nom un any després del segon centenari, passant a mans de Emili i Carles Dalmau en abril de 1993, però tampoc amb el nou nom, Nou diari, les coses van millorar i el 28 de gener de 1994 sortí per darrera vegada al carrer. A partir de llavors, l'Ajuntament de Barcelona, que sempre va posseir una petita participació, va comprar la capçalera i va passar a publicar-se exclusivament com a diari en línia, centrat exclusivament a oferir diàriament continguts només de la ciutat de Barcelona. Des del juliol de 2009, aquesta web va quedar sota el control de Barcelona Televisió (BTV) i el diari va desaparèixer totalment.
Les negociacions entre l'Ajuntament i la Universitat Pompeu Fabra per la cessió de la capçalera van quedar interrompudes per les eleccions municipals del maig del 2019, i finalment, l'acord es va tancar a finals d'any. Les condicions per a què la UPF adquirís els drets de la publicació van ser respectar certs aspectes ètics i els drets humans.

## Aspectes tècnics

Crònica 19, dibuix de Manuel Moliné i Muns.

El diari ha passat per diverses modificacions al llarg dels més de dos-cents anys d'existència. Va començar publicant en castellà i sent, únicament, un diari a quatre pàgines, amb un format d'octau. Més endavant, passa a format foli per tornar, el 1814, altra vegada al format octau. A la dècada del 1920 començà a publicar il·lustracions i tornà al format foli, duplicant el nombre de pàgines i incorporant una gran imatge en la portada, acompanyada d'un peu de foto explicatiu.
Durant la Dictadura de Primo de Rivera, i a partir d'una reial ordre, el diari deixà de publicar-se els dilluns i a finals del 1935 va tornar a adoptar un nou format, que mantindria quasi intacte fins al 1960. Del 1940 al 1975 incloïa a la portada gravats al buit, i el 1977 s'imprimia amb la tècnica de l'offset. El color es va incorporar com a novetat al diari l'any 1987.
Pel que fa a les edicions diàries, va començar publicant-se només de matí (1792), per passar a publicar-se al matí i a la tarda (1895-1908), seguint amb edicions de matí, migdia i nit (1909), tornant al matí i a la tarda (1919), i acabant essent de matí altra vegada (1920). Tots aquests canvis també es veuen en la paginació del diari, que va passar de 8-12 a una columna l'any 1810, a les 36-48 a quatre columnes l'any 1994.

## Format
- 1965-1977: 420 x 275 mm
- 1977-1984: 285 x 255 mm
- 1987-1991: 430 x 310 mm
- 1991-1992: 420 x 290 mm

## Números
- Primer número: 1 d'octubre de 1792
- Primer número en català: 14 de març de 1987 (del 22 de juliol de 1936 al 22 de juliol de 1937 s'imprimirà també íntegrament en català sota el nom de Diari de Barcelona, però amb el subtítol de Portaveu d'Estat Català)
- L'últim número fou editat el 29 d'abril de 1993. Va tenir l'honor de fer l'última fotografia el reporter gràfic Joan Carles Sala Bermúdez.

## Subtítols
- "De avisos y noticias" (1-8-1837)
- "Portaveu d'Estat Català" (1936)
- "De avisos y noticias" (1937)
- "Decano de la prensa continental. Fundado en 1792" (1978)
- cap (1984)
- "Edició Barcelona", com a Nou Diari (1993-1994)

## Directors
- Pere Pau Husson de Lapazaran (1792-1810)
- Manuel A. Igual (1810-1814)
- Antoni Brusi i Mirabent (1814-1821)
- Antoni Brusi Ferrer (1838-1865)
- Joan Mañé i Flaquer (1865-1901)
- Teodor Baró (1901-1905)
- Miquel dels Sants Oliver (1905-1906)
- Teodor Baró (1906-1912)
- Lluís Soler Casajoana (1912-1917)
- Arcadi d'Arquer (1917-1922)
- Joan Burgada i Julià (1922-1936)
- J. Josa (1936)
- Marcel·lí Perelló i Domingo per Estat Català (1936-1937)
- Joan Burgada i Julià (1940-1946)
- Enrique del Castillo (1946-1969)
- Josep Tarín Iglesias (1969-1973)
- Manuel Martín Ferrand (1973-1974)
- Josep Pernau (1975-1977)
- Tristán la Rosa (1977)
- Antoni Alemany (1977-1979)
- Juan Segura Palomares (1980)
- Juan Manuel Blanco (1980-1981)
- Lluís Llobet (1981-1983)
- Santiago Vilanova i Tané (1983-1984)
- Josep Pernau i Riu (1987)
- Enric Sopena (1988-1989)
- Jaume Boix Angelats (1989-1990)
- Carles Revés (1990-1993)
- Pasqual Llongueras (1993)

## Redactors i col·laboradors
- 1792-1859: Joaquim Roca i Cornet, Joan Cortada, Joan Carandell i Marimón, Pau Piferrer, Antoni de Bofarull, Víctor Balaguer, Damàs Calvet, Gaietà Vidal i Valenciano, Josep Coll i Vehí, Antoni Rubió, Josep Sol i Padrís
- 1860-1899: Bartomeu Amengual, Azorín, Bonaventura Bassegoda, Manuel Duran i Bas, Nil Fabra, Carme Karr, Artur Masriera, Francesc Carreras Candi
- 1900-1936: José Luís Pascual de Zulueta, Remigio Adán, Lluís Bonet, Josep Brangolí Soler (fotògraf
- 1940-1977: Francesc Curet i Payrot, (crític teatral), Josep Bru Jardí, Alberto del Castillo, Sempronio, Josep Maria Cadena, Josep Faulí, Fernando Gudel, Joaquim Brangulí (fotògraf), Cesc (dibuixant), Antonio Franco, Margarita Rivière, Xavier Vidal Folch, Salvador Alsius, Ramon Rucabado i Comerma…
- 1978-1993: Alfons Ribera, Jaume Reixach, Josep M. Huertas, Quim Regàs, Arcadi Espada, Jaume Fabre, Joan Barril, Ernest Udina, Enric Bañeres, Carles Estevan, Patrícia Gabancho, Núria Pompeia (dibuixant), Josep Hierro i Ubach (passatemps), Carles Carbonell Just (Economia i Laboral), Lluís Llobert, María Dolores Aguilera, María Dolors Muntané Coca (Cultura i Societat), Toni Batista (crític musical), Francisco Ruiz de Villalobos (Espectacles), Pablo Morata (Especial de Cultura), Carlos Pérez, Juan Manuel Blanco, Ana Llauradó, Enric Galcerán (fotògraf), David Castillo, José M. Hernández-Ripoll, Rodrigo Atria...

## Tendència
- Conservadora (1792-1973)
- Progressista (1975-1994)

## Fons
Part del seu fons es conserva a l'Arxiu Fotogràfic de Barcelona. El fons aplega unes 281.700 fotografies (aproximadament) generades per il·lustrar les notícies publicades al Diario de Barcelona. La temàtica és molt variada i inclou esdeveniments d'àmbit mundial, polítics, socials, culturals, religiosos i esportius. Un volum important de fotografies corresponen als darrers cinquanta anys del diari. Moltes són imatges d'agència amb text incorporat. El conjunt representa una font interessant per a l'estudi de la història del segle xx.
Pel que fa al fons gràfic, l'Arxiu Històric de la Ciutat de Barcelona (AHCB) custodia dibuixos originals procedents del Diario de Barcelona, amb treballs d'Alfons López (1950), Arnaud Dombre Arno (1961-1996), Juan Carlos Azagra Azagra (1957) Bolinaga, Alfonso Cerón Nuñez (1928), Francesc Vila Rufas, Cesc (1927-2006), Miquel Ferreres i Duran (1950), José Luis Florit Rodero (1909-2000), Pedro Garcia Lorente (1920), Lluís Miracle Lavilla (1956), Pere Olivé Zaragoza (1941), Miguel Trallero Gargallo, Ximem i fins a 36 autors, amb dibuixos realitzats en el període comprés entre els anys 1944 i 1984.
L'any 2013, s'havien arribat a identificar i classificar fins a 7.745 dibuixos. D'aquest important conjunt de dibuixos originals cal destacar la molt abundant producció de Cerón, amb 2.986 dibuixos i la de Cesc, amb 2.539, el 71,3% del total de dibuixos del fons del Diario de Barcelona. A distància se situen Trallero amb un inventari de 429, Pere Olivé amb 319, Pedro García Lorente amb 307, Arno amb 275 i Lluís Miracle amb 223.
De l'anàlisi d'aquesta extensa documentació gràfica dipositada a l'AHCB se’n deriven nombroses temàtiques relacionades amb les finances, l'acció del govern, la política internacional, el turisme, el mercat comú, la despesa pública, la reforma agrària, el transport, les eleccions, la seguretat ciutadana, les obres i l'urbanisme, el desarmament, els joves, els bancs, el tràfic,... Aquest conjunt de temàtiques conformen una notable mostra de la producció d'alguns dels principals dibuixants, que amb els seus acudits diaris, han il·lustrat els esdeveniments més importants d'un ampli període de la nostra recent història: la postguerra, el franquisme, la transició i la democràcia.
A tall d'exemple, Cerón realitzà dibuixos d'humor de caràcter polític per al Diario de Barcelona, entre 1964 i 1980, la gran majoria a la secció pròpia titulada “Cerón lo ha visto así”, amb sàtira d'àmbit internacional, però també nacional i local. Un altre dels representants destacats del fons del Diario de Barcelona, el dibuixant i pintor Francesc Vila i Rufas conegut com a Cesc, s'inicià l'any 1952 en aquest diari, on feu una vinyeta diària a la secció pròpia “La vida en broma”. D'aquesta àmplia labor, l'AHCB conserva 2.539 originals, un conjunt d'imatges iròniques i tendres però també punyents, que esdevenen un retrat de la ciutat de la dècada 1952-1962.
La col·lecció de dibuixos originals per al Diario de Barcelona, juntament amb l'arxiu, l'hemeroteca del diari i la seva capçalera, van ser adquirits per l'Ajuntament de Barcelona l'any 1984.